# 王浩
王 浩（おう こう、1963年10月 - ）は、中華人民共和国の官僚・政治家。山東省単県出身。現職中国共産党浙江省委員会書記。元浙江省人民政府省長。

## 経歴
1963年10月、山東省単県で生まれる。1980年10月、菏沢師範専科学校政治系に入学した。1982年を卒業。
1990年12月、単県単城鎮党委員会書記に就任。1993年1月、曹県省党委員会常務委員兼宣伝部部長に就任に転任。1997年5月、菏沢地区体育委員会主任に就任。1997年12月、菏沢市党委員会副書記、市長に就任。2000年12月、菏沢市牡丹区党委員会書記に転任。2003年4月、菏沢市党委員会常務委員を兼務。2004年5月、菏沢市党委員会秘書長に任命。2008年1月、菏沢市党委員会常務委員兼副市長に就任。2008年11月、浜州市党委員会副書記に転任。2012年9月、山東省党委員会秘書長兼省信訪局局長に就任。2014年1月、山東省民政庁党組書記に転任。2014年3月、同庁庁長を兼務。2015年2月、淄博市党委員会書記兼市人民代表大会常務委員会主任に転任。2017年4月、煙台市党委員会書記に転任。2017年6月、山東省党委員会常務委員を兼務。
2017年12月、河北省党委員会常務委員兼唐山市党委員会書記に転出。
2019年9月、陝西省党委員会常務委員兼西安市党委員会書記に転任。
2021年9月、浙江省党委員会副書記兼浙江省人民政府省長代行に任命。2024年10月28日、浙江省党委員会書記に就任。